# Ducado de Buckingham
Ducado de Buckingham, en referencia a Buckingham, es un título que se ha creado varias veces en la nobleza de Inglaterra, de Gran Bretaña y del Reino Unido. También se ha creado condes de Buckingham y marqueses de Buckingham

## Historia

### Primera creación (1444)

Armas de Humphrey Stafford, duque de Buckingham

El título fue creado por primera vez el 14 de septiembre de 1444 a favor de Humphrey Stafford, VI conde de Stafford.
Humphrey Stafford, caballero de la Jarretera era el único hijo de Edmund Stafford, V conde de Stafford, caballero de la Jarretera y de Ana de Gloucester, hija mayor de Tomás de Woodstock —el menor de los hijos del rey Eduardo III— y hermana y posterior heredera de su hermano Humphrey, conde de Buckingham. Humprhey Stafford fue un importante aliado de la Casa de Lancaster durante la guerra de las Dos Rosas y murió en la batalla de Northampton, siendo sucedido por su nieto ya que su hijo había muerto años antes.
Henry Stafford, nieto de Humprhey ayudó a Ricardo III en su reclamó el trono en 1483 (el matrimonio de Eduardo IV e Isabel Woodville fue declarado nulo y los hijos de ambos declarados ilegítimos por la Ley del Parlamento Titulus Regius). Sin embargo posteriormente Henry encabezó una revuelta contra Ricardo siendo derrotado y ejecutado en 1483. A su muerte todos sus títulos, incluidos el de duque de Buckingham, fueron confiscados.
Su hijo Edward Stafford fue restaurado en los títulos cuando Enrique VII subió al trono en 1485 sin embargo fue ejecutado en 1521 acusado de traición por oponerse al cardenal Wolsey, principal asesor de Enrique VIII, extinguiéndose el título. A la muerte de Edward, el emperador Carlos V exclamó, en alusión a Wolsey que A butcher´s dog has killed the finest Buck in England haciendo un juego de palabras entre “buck in England” y Buckingham. La expresión se traduciría como un perro carnicero ha asesinado al cisne más fino de Inglaterra. Cabe mencionar que el blasón de los duques de Buckingham lucía esta ave de soporte o tenante, con yelmo y corona ducal, que se erigía entre dos alas batientes.

### Segunda creación (1623)
La segunda creación del ducado fue en 1623 para George Villiers, uno de los favoritos de Jacobo I de Inglaterra. Anteriormente había sido hecho barón Whaddon y vizconde Villiers en 1616, conde de Buckingham en 1617 y marqués de Buckingham en 1618, hasta que fue creado conde de Coventry y duque de Buckingham en 1623. Buckingham, que continuó en el cargo de primer ministro durante el reinado del hijo de Jacobo, Carlos I, fue el responsable de la política de guerra contra España y Francia. En 1628 fue asesinado por John Felton, un oficial del ejército descontento que le había servido anteriormente, mientras se preparaba una expedición para aliviar los hugonotes de La Rochelle.
Su hijo, George Villiers, II duque de Buckingham, fue un notable asesor durante el reinado de Carlos II y, junto a Anthony Ashley Cooper, formó el eje de protestantes del famoso Ministerio de la Cabale. A su muerte en 1687, el título se extinguió nuevamente.

### Tercera creación (1703)
La tercera creación del ducado, como duque de Buckingham y Normanby, fue en 1703 siendo su primer portador John Sheffield, un político tory notable del último período Estuardo, quien sirvió bajo la reina Ana como lord del Sello Privado y lord presidente del Consejo. El ducado fue creado en la dignidad de par de Inglaterra. El título completo era duque del condado de Buckingham y de Normanby, pero en la práctica sólo se utilizaba como duque de Buckingham y Normanby. La familia del duque era descendiente de sir Edmund Sheffield, primo segundo de Enrique VIII, quien en 1547 fue elevado a la dignidad de par de Inglaterra como barón Sheffield y en 1549 fue asesinado en las calles de Norwich durante la rebelión de Kett.
A la muerte del segundo duque de Buckingham y Normanby en 1735, los títulos se extinguieron y las fincas de la familia Sheffield pasaron al medio hermano del segundo duque, Charles Herbert Sheffield.

### Cuarta creación (1822)
El título fue creado por cuarta vez en 1822, con la denominación de duque de Buckingham y Chandos, a favor de Richard Temple-Nugent-Brydges-Chandos-Grenville, I duque de Buckingham y Chandos, un terrateniente y político quien poseía los títulos de conde de Buckingham y marqués de Chandos. El título pasó sucesivamente a su hijo y nieto, con quien se extinguió el título en 1889 al morir sin descendencia masculina.

## Lista de duques
El título de duque de Buckingham ha sido ostentado por:

### Duques de Buckingham (1444)
- Humphrey Stafford, I duque de Buckingham (1402-1460), creado duque de Buckingham en 1444.
  - Humphrey Stafford, conde de Stafford (m. 1457), primogénito del anterior, murió antes que su padre.
- Henry Stafford, II duque de Buckingham (1455-1483), único hijo del anterior, fue acusado de traición y perdió sus títulos en 1483.
- Edward Stafford, III duque de Buckingham (1477-1521), primogénito del anterior. Fue restaurado en los honores de su padre en 1485 pero, acusado de traición, fue ejecutado en 1521 y perdió sus títulos.

### Duques de Buckingham (1623)
- George Villiers, I duque de Buckingham (1592-1628), creado duque de Buckingham en 1623, favorito del rey Jacobo I de Inglaterra.
- George Villiers, II duque of Buckingham (1628-1687), hijo del anterior.

### Duques de Buckingham (1703)
- John Sheffield, I duque de Buckingham y Normanby (1648-1721), creado duque de Buckingham y Normanby en 1703.
- Edmund Sheffield, II duque de Buckingham y Normanby (1716-1735), hijo del anterior.

### Duques de Buckingham y Chandos (1822)
- Richard Temple-Nugent-Brydges-Chandos-Grenville, I duque de Buckingham y Chandos (1776-1839), creado duque de Buckingham y Chandos en 1822.
- Richard Temple-Nugent-Brydges-Chandos-Grenville, II duque de Buckingham y Chandos (1797-1861).
- Richard Temple-Nugent-Brydges-Chandos-Grenville, III duque de Buckingham y Chandos (1823-1889).